# Aristida oligantha
Aristida oligantha es una especie de gramínea perteneciente a la familia de las  poáceas. Es originaria de Estados Unidos y sur de Canadá, y también visto en el norte de México. 

## Descripción
Es una hierba de muchos tipos de hábitat, y crece con facilidad en áreas secas con suelos arenosos o de grava. Aparece en áreas perturbadas y quemadas y a veces es una mala hierba de los caminos y vías férreas.
Tiene grumos anuales formando tallos ramificados de color gris-verde y púrpura-teñido de alrededor de 30 a 70 centímetros de alto. La inflorescencia es un conjunto abierto de espiguillas. El grano tiene tres aristas, la central que alcanza hasta 7 centímetros de largo y los otras dos son ligeramente más cortas.

## Taxonomía
Aristida oligantha fue descrita por André Michaux y publicado en Flora Boreali-Americana 1: 41. 1803.
Etimología
El nombre del género proviene del latín Arista o del griego Aristos (cerdas, o aristas del maíz). 
oligantha: epíteto
Sinonimia
- Aristida macrochaeta Steud.
- Aristida micropoda Trin. & Rupr.
- Aristida oligantha var. nervata Beal
- Aristida pallens Nutt.
- Aristida pauciflora Buckley
- Chaetaria olygantha (Michx.) P.Beauv.[2]